# Juan Pintado
Juan Pintado, vollständiger Name Juan de Dios Pintado Leines, (* 28. Juli 1997 in Las Piedras) ist ein uruguayischer Fußballspieler.

## Karriere
Der 1,73 Meter große Mittelfeldakteur Pintado, auch Juanchi genannt, spielte im Jugendfußball spätestens seit 2013 für Juventud und war dort in jenem Jahr in der U-16-Mannschaft aktiv. 2014 gehörte er dem Team in der Quinta División an. 2015 war er parallel Mitglied der U-19 (Cuarta División) und der Reserve (Formativas) in der Tercera División. Sein Debüt in der Primera División feierte er in der Apertura am 29. November 2015 beim 2:3-Heimsieg gegen den Racing Club de Montevideo, als er von Trainer Jorge Giordano in der 76. Spielminute für Juan Boselli eingewechselt wurde. Nach fünf Jahren bei Juventud wurde der rechte Bahnspieler an den brasilianischen Verein Goiás EC ausgeliehen. Nach zwei weiteren Leihen, 2022 nach Argentinien zu CD Godoy Cruz und 2023 in seine Heimat zu Defensor Sporting Club, wechselte Pintado im Januar 2024 zu Gimnasia y Esgrima La Plata.